# Sylvie Fréchette
Sylvie Fréchett (Montreal, 27 de junho de 1967) é uma nadadora sincronizada canadiana, campeã olímpica.

## Carreira
Sylvie Fréchette representou seu país nos Jogos Olímpicos de 1992 e 1996, ganhando a medalha de ouro no solo em Barcelona 1992, ela foi a última campeã nesta modalidade pois o evento foi descontinuado, ainda ganhou a medalha de prata em Atlanta 1996, com a equipe canadense. 

### Disputa Judicial pelo Ouro
Uma juíza brasileira de uma nota a mais para a canadiana na final do solo, de 8.7 para 9.7. a nota que superou a estadunidense Kristen Babb e deu o título olímpico para  Sylvie Fréchette. Quatro meses mais tarde, as apelações ao comitê canadense e a FINA de Babb, resultaram em vitória em conjunto de Babb e Fréchette.